# Kardašovská
Kardašovská je ulice na Lehovci v katastrálním území Hloubětína na Praze 14. Začíná na Krylovecké a má slepé zakončení, Krylovecká do ní ústí ještě jednou ze severu, z jihu do Kardašovské ústí Rochovská. Ulice má přibližný západovýchodní průběh.
Nazvána je podle rybníka Kardaš, který leží u Kardašovy Řečice (okres Jindřichův Hradec). Vedle Oborské tedy patří do velké skupiny ulic sousedních Kyjích, jejichž názvy připomínají vodstvo. Ulice vznikla a byla pojmenována v roce 1988, patří k hlavním osám sídliště Poděbradská, které bylo postaveno v 80. letech 20. století.
Zástavbu tvoří panelové domy. U bývalého kulturního střediska je parkoviště, další je ve východní části. Ulici lemují i méně obvyklé dřeviny (katalpa).

## Budovy a instituce
- Soukromá střední škola cestovního ruchu Arcus, s.r.o., Kardašovská 691.[3] Střední škola byla založena v roce 1993.
- Bývalé kulturní středisko, Kardašovská 394/2, fungovalo do 90. let 20. století. Uvnitř býval sál pro 300 lidí, kino, galerie a kavárna.[4]
- Komunitní centrum Kardašovská, Kardašovská 626/5. Bylo otevřeno v září 2017 v zrekonstruovaném nebytovém prostoru v panelovém domě a nabízí divadelní představení, přednášky, výtvarné dílny a cestopisné besedy.[5]

## Umělecká díla
- Montážník

Budovatelskou plastiku polopostavy dělníka s obrovskýma rukama, který v pravé ruce drží očkový klíč a utahuje šroub, vytvořil v roce 1987 Vojtěch Adamec.

## Galerie

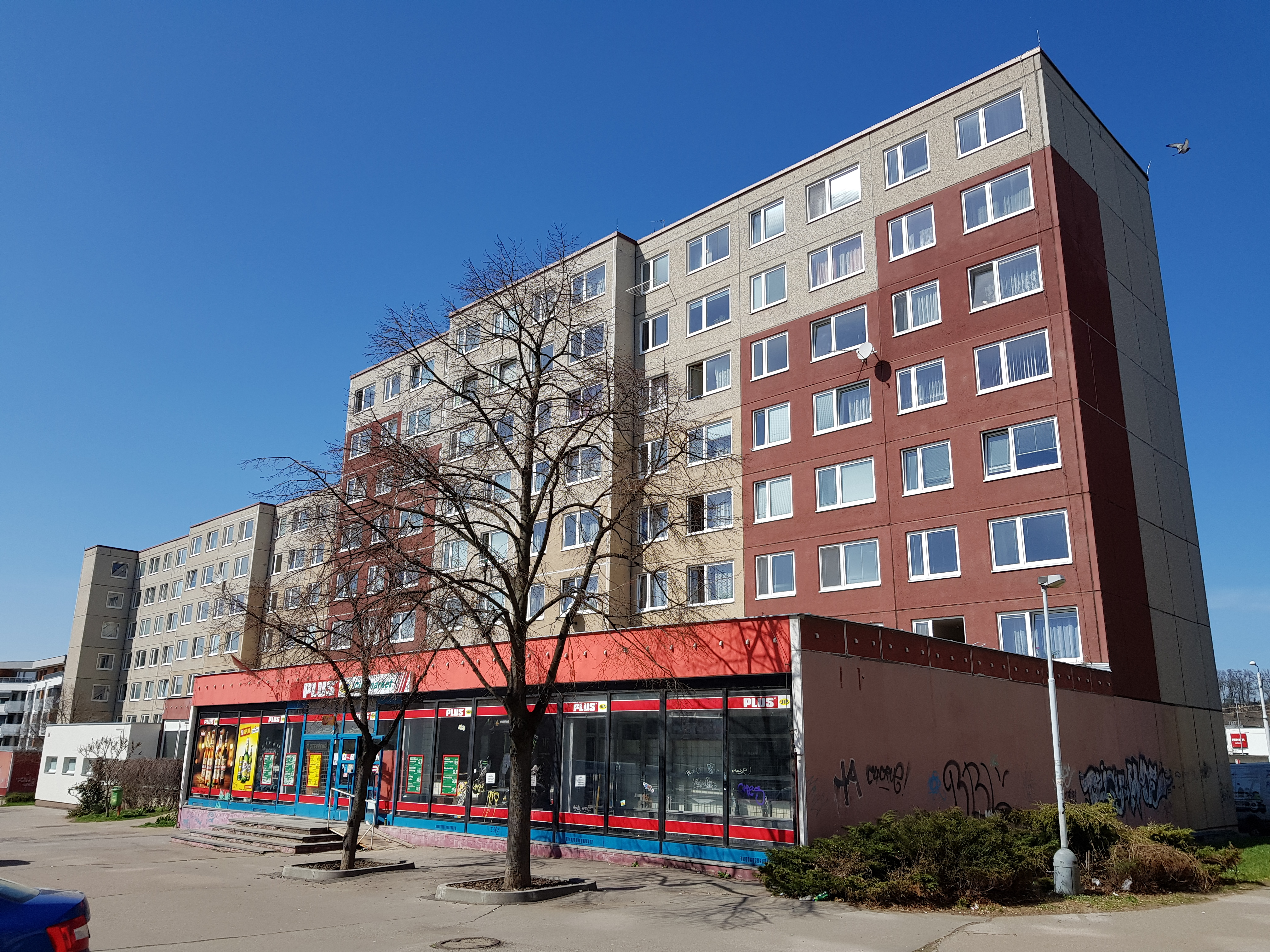
Panelové domy čp. 625/3, 626/5, 668/7 a 669/9 se supermarketem.
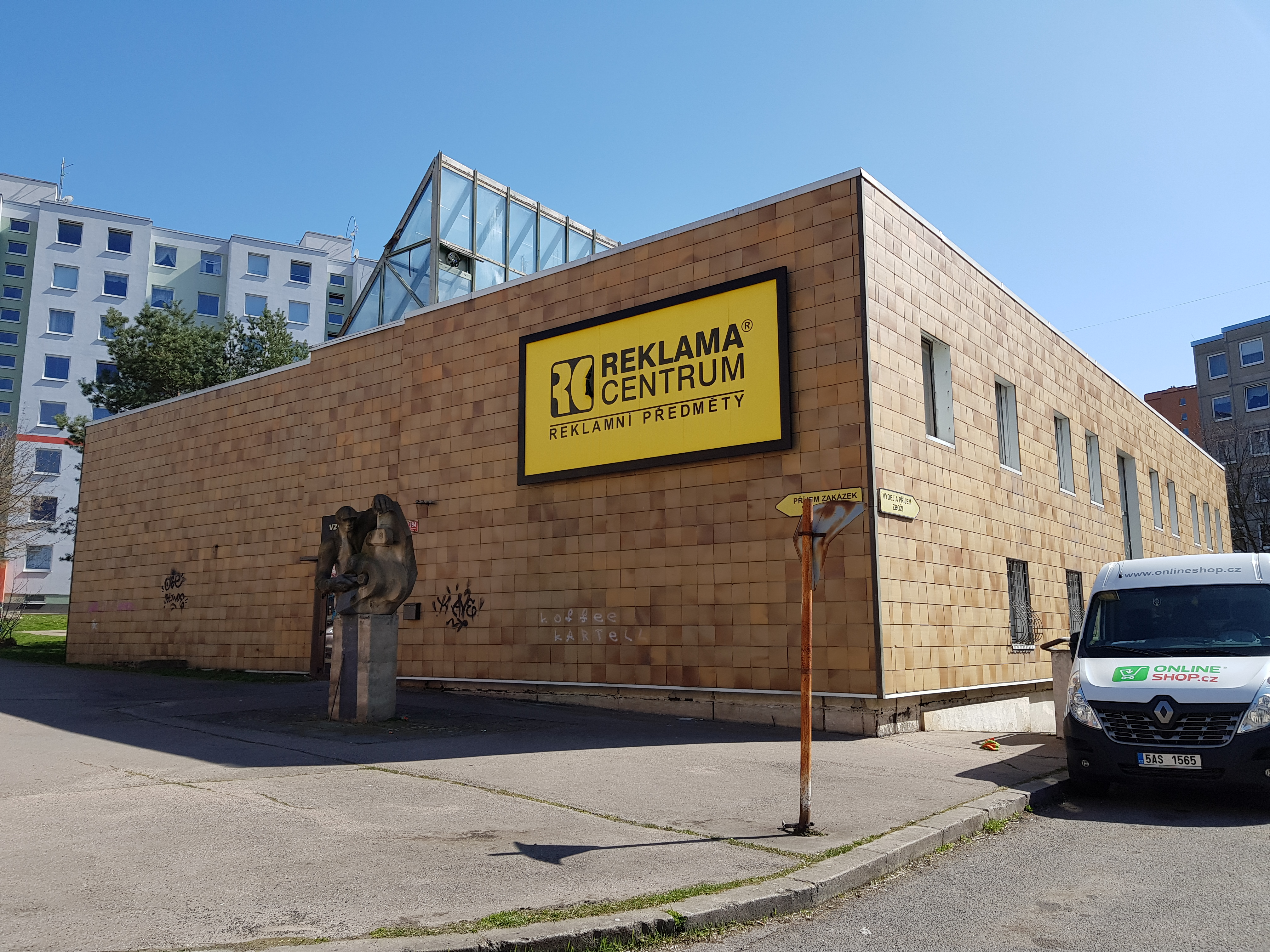
Bývalé kulturní středisko, Kardašovská 394/2.
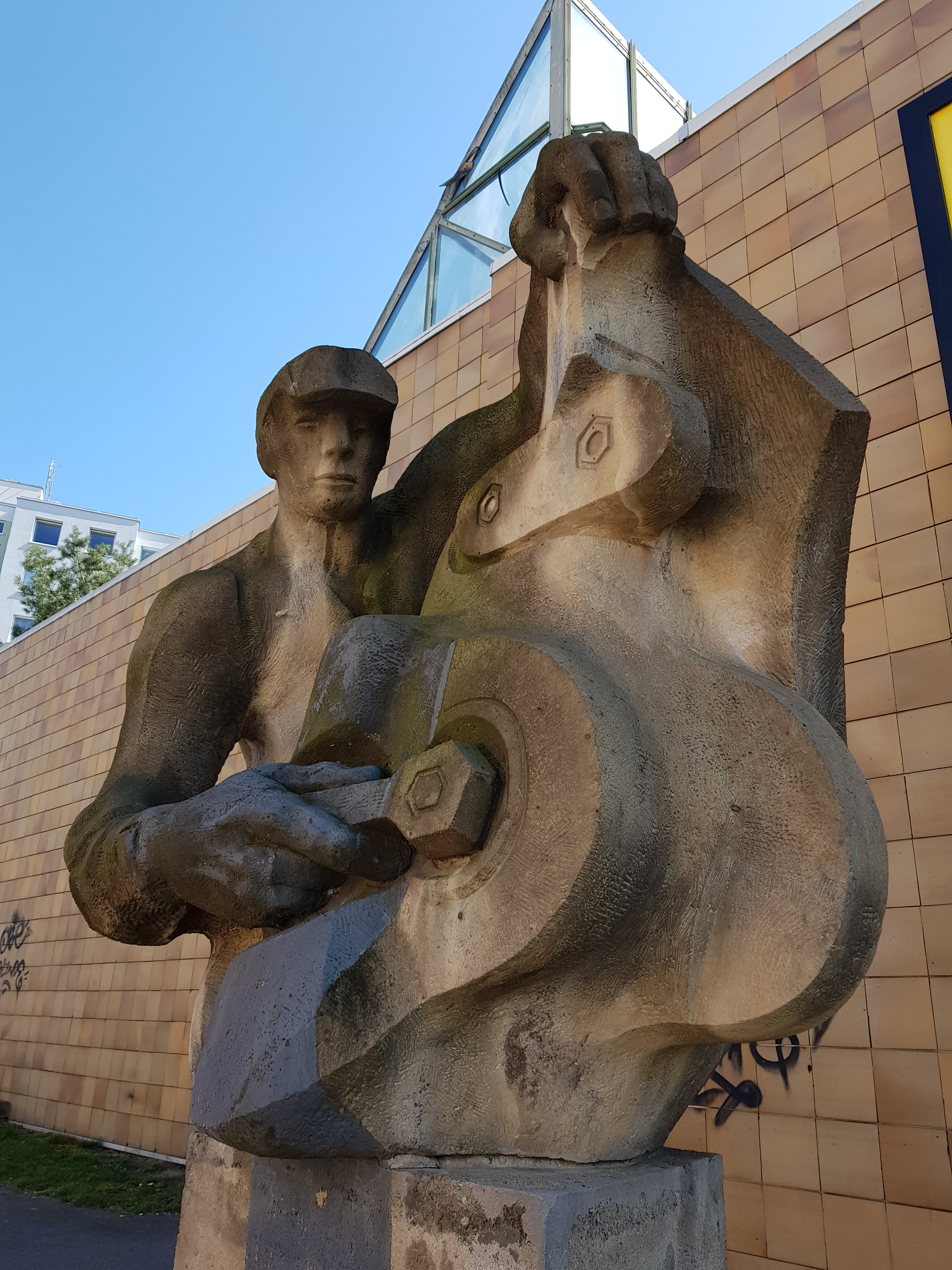
Socha Montážník u kulturního střediska.
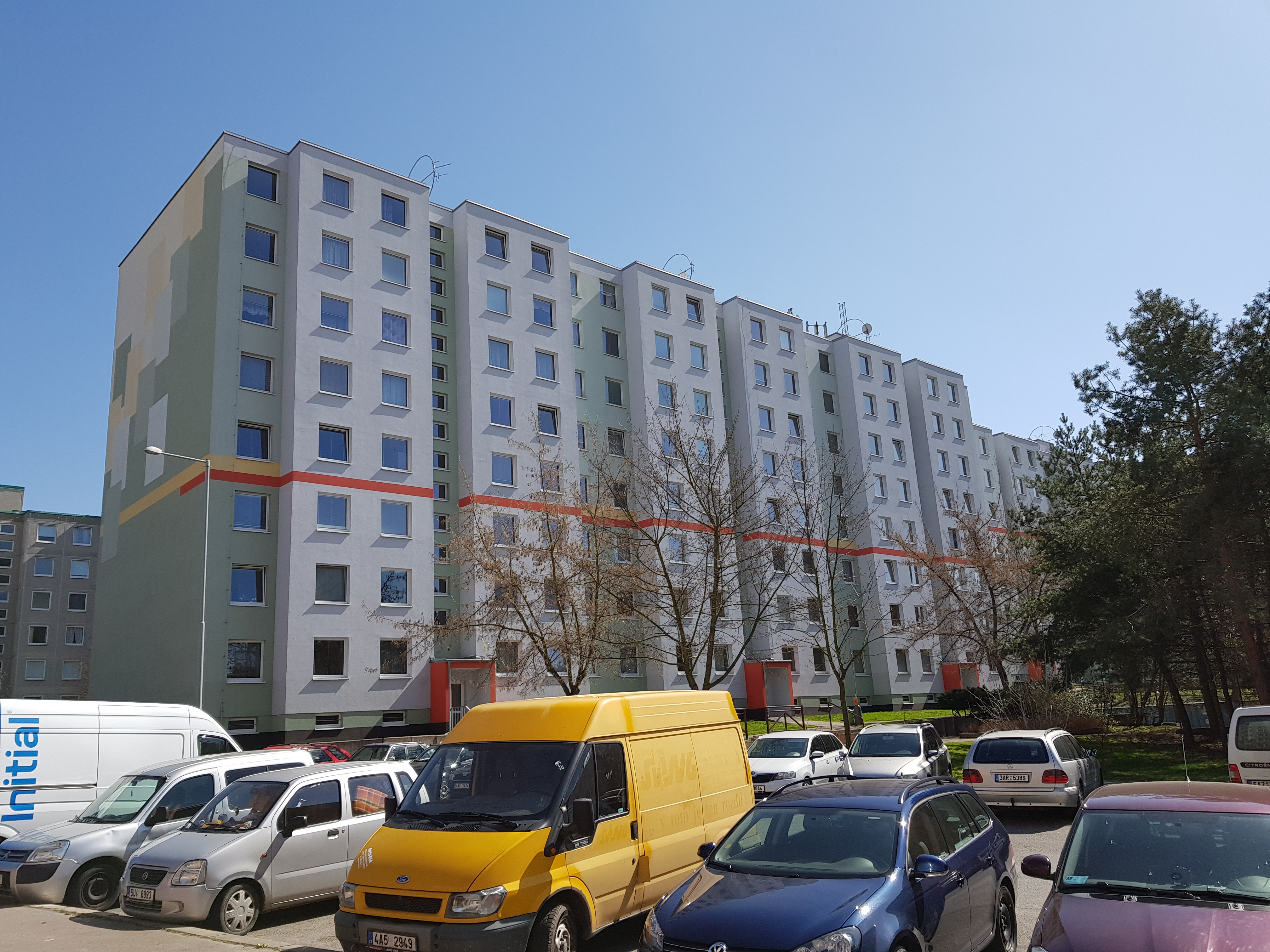
Panelové domy čp. 763/13, 762/11, 761/9 s adresou ulice Rochovská, ovšem čelem do Kardašovské.